# Jerzy Weyman
Jerzy Maria Weyman (ur. 29 kwietnia 1955 w Toruniu) − polski matematyk, profesor nauk matematycznych.

## Życiorys
W 1973 zdobył brązowy medal w Międzynarodowej Olimpiadzie Matematycznej w Moskwie. Absolwent IV Liceum Ogólnokształcącego im. Tadeusza Kościuszki w Toruniu. Jako uczeń tej szkoły zdobył brązowy medal na międzynarodowej olimpiadzie matematycznej w Moskwie w 1973. Ukończył studia matematyczne na Wydziale Matematyki, Fizyki i Chemii Uniwersytetu Mikołaja Kopernika w Toruniu w 1977 roku, a swoją karierę naukową rozpoczął w Instytucie Matematycznym PAN. Doktorat uzyskał w 1980 roku w Brandeis University, USA, na podstawie pracy Schur functors and resolutions of minors (Funktory Schura i rezolwenty minorów) napisanej pod kierunkiem Davida Buchsbauma (ucznia Samuela Eilenberga). Zawodowo związany z Northeastern University w Bostonie (Massachusetts, USA), gdzie pracował przez 28 lat oraz z University of Connecticut (USA). W 2013 r. otrzymał tytuł profesora.
Jerzy Weyman jest ekspertem w obszarze algebry. Zakres jego zainteresowań jest bardzo szeroki, od algebry przemiennej i geometrii algebraicznej, poprzez algebrę homologiczną i teorię reprezentacji grup reduktywnych, po teorię reprezentacji kołczanów i teorię algebr klastrowych. Do najważniejszych jego osiągnięć należy zaliczyć m.in. badania nad teorią kompleksów Shura, geometryczną teorią desingularyzacji rozmaitości, a także rezolwent wolnych kompleksów, badania nad teorią kołczanów i teorią niezmienników.
Jest autorem ponad stu prac naukowych, wypromował szesnastu doktorów.

W latach 1987–2018 uzyskał 13 grantów U.S. National Science Foundation, Division Of Mathematical Sciences. W 2019 r. powrócił do Polski i został profesorem w Instytucie Matematyki Uniwersytetu Jagiellońskiego, uzyskując grant Polskie Powroty Narodowej Agencji Wymiany Akademickiej. W Polsce otrzymał granty Narodowego Centrum Nauki: „Struktura D-modułów ekwiwariantnych” (OPUS 15, 2019–2024) i „Badania w algebrze przemiennej i teorii reprezentacji” (MAESTRO 11, 2020–2025).

## Nagrody i osiągnięcia
W 1982 r. otrzymał Nagrodę Polskiego Towarzystwa Matematycznego dla Młodych Matematyków, a w 1984 roku został (wraz z P. Pragaczem) laureatem Nagrody im. Kazimierza Kuratowskiego. W roku 2011 otrzymał Humboldt Research Prize, a w 2015 r. odebrał Medal im. Wacława Sierpińskiego przyznawany przez Uniwersytet Warszawski i Polskie Towarzystwo Matematyczne, a w 2020 r. otrzymał Nagrodę im. Stefana Banacha za cykl prac z algebry dotyczących teorii syzygii oraz teorii półniezmienników reprezentacji kołczanów.